# Albert Dinan
Pour les articles homonymes, voir Dinan (homonymie).
Albert Neuzillet, dit Albert Dinan, est un acteur français, né le 27 mars 1902 à Paris, ville où il est mort le 3 juillet 1976. Il a aussi joué sous les noms d'Émile Dinan ou Dinan.

## Biographie
Fils du compositeur de musique Henri Neuzillet, Albert Dinan naît le 27 mars 1902 dans le 10e arrondissement de Paris.
Il meurt le 3 juillet 1976 au sein de l'Hôpital Bichat dans le 18e arrondissement de Paris.

## Filmographie

### Années 1930
- 1931 : Bric-à-brac et Compagnie, d'André Chotin (moyen-métrage)
- 1931 : Pas un mot à ma femme, d'André Chotin (court-métrage)
- 1932 : La Nuit rouge d'André Rigaud (court métrage)
- 1936 : Joseph tu m'énerves!! de Georges Winter (court métrage)

### Années 1940
- 1945 : 120, rue de la Gare, de Jacques Daniel-Norman
- 1945 : Les Clandestins d'André E. Chotin
- 1946 : Les Aventures de Casanova de Jean Boyer - Film tourné en deux époques -
- 1946 : Le Fugitif, de Robert Bibal
- 1946 : Belles Vacances de René Arcy-Hennery - court métrage -
- 1947 : Un flic, de Maurice de Canonge
- 1947 : Le Diamant de cent sous de Jacques Daniel-Norman
- 1948 : Le Mannequin assassiné de Pierre de Hérain
- 1948 : L'Armoire volante, de Carlo Rim
- 1948 : Hans le marin de François Villiers
- 1948 : Les Dupont sont en vacances de André Pellenc - court métrage -
- 1948 : Cité de l'espérance de Jean Stelli
- 1948 : Le Colonel Durand de René Chanas
- 1948 : Scandale de René Le Hénaff
- 1949 : L'Ange rouge de Jacques Daniel-Norman
- 1949 : La Voyageuse inattendue de Jean Stelli
- 1949 : Dernière Heure, édition spéciale de Maurice de Canonge
- 1949 : L'Homme aux mains d'argile de Léon Mathot
- 1949 : Drame au Vel'd'Hiv' de Maurice Cam
- 1949 : Un fin limier de Georges Jaffé - court métrage -
- 1949 : Envoi de fleurs de Jean Stelli

### Années 1950
- 1950 : Le Traqué (Gunnan in the Streets) de Boris Lewin et Franck Tuttle
- 1950 : La Rue sans loi, de Marcel Gibaud d'après Albert Dubout, avec Louis de Funès, Annette Poivre, Nathalie Nattier
- 1950 : Pigalle-Saint-Germain-des-Prés d'André Berthomieu
- 1950 : L'Inconnue de Montréal de Jean Devaivre
- 1950 : En suivant le même chemin de Léo Sevestre - court métrage -
- 1950 : Heureux père de Georges Meunier - court métrage -
- 1951 : Domenica de Maurice Cloche
- 1951 : Procès au Vatican de André Haguet
- 1951 : Quatre dans une jeep de Leopold Lindtberg
- 1951 : La Belle Cheminée de Paul de Roubaix - court métrage -
- 1952 : Bonjour Monsieur Amalfi de Gilbert Caucanase - court métrage -
- 1952 : Sergil chez les filles, de Jacques Daroy
- 1952 : Ma femme, ma vache et moi, de Jean Devaivre
- 1952 : Je suis un mouchard de René Chanas
- 1952 : Rayés des vivants de Maurice Cloche
- 1953 : Week-end à Paris (Innocents in Paris) de Gordon Parry
- 1953 : La Vierge du Rhin, de Gilles Grangier
- 1953 : Alerte au Sud de Jean Devaivre
- 1954 : J'y suis... j'y reste, de Maurice Labro
- 1954 : Le Fils de Caroline chérie de Jean Devaivre
- 1954 : Crime au concert Mayol de Pierre Méré
- 1955 : Série noire, de Pierre Foucaud
- 1955 : Les Nuits de Montmartre de Pierre Franchi
- 1955 : Je suis un sentimental de John Berry
- 1955 : Zaza de René Gaveau
- 1955 : Villa sans souci de Maurice Labro
- 1955 : Gas-oil, de Gilles Grangier
- 1955 : Le Secret de sœur Angèle de Léo Joannon
- 1956 : Mémoires d'un flic, de Pierre Foucaud
- 1956 : Vacances explosives, L'aventure est sur la route de Christian Stengel
- 1956 : Alerte au deuxième bureau de Jean Stelli
- 1956 : L'inspecteur aime la bagarre de Jean Devaivre
- 1957 : Reproduction interdite ou Meurtre à Montmartre de Gilles Grangier
- 1957 : L'Homme à l'imperméable, de Julien Duvivier
- 1957 : Pêcheur d'Islande de Pierre Schoendoerffer
- 1957 : La Fille de feu d'Alfred Rode
- 1957 : Deuxième Bureau contre inconnu de Jean Stelli
- 1957 : Le rouge est mis, de Gilles Grangier
- 1957 : Sénéchal le magnifique, de Jean Boyer
- 1957 : Rafles sur la ville de Pierre Chenal
- 1958 : Échec au porteur, de Gilles Grangier
- 1959 : Ramuntcho de Pierre Schoendoerffer
- 1958 : La loi, c'est la loi, de Christian-Jaque
- 1959 : Archimède le clochard, de Gilles Grangier
- 1959 : Soupe au lait de Pierre Chevalier
- 1959 : La Moucharde de Guy Lefranc
- 1959 : La Bête à l'affût, de Pierre Chenal
- 1959 : À pleines mains de Maurice Regamey
- 1959 : Mademoiselle ange (Ein engel auf erden) de Geza Von Radvanyi
- 1959 : Rue des prairies, de Denys de la Patellière

### Années 1960
- 1960 : Les Bonnes Femmes, de Claude Chabrol
- 1960 : Le Passage du Rhin, d'André Cayatte
- 1960 : Dossier 1413 d'Alfred Rode
- 1960 : Première Brigade criminelle de Maurice Boutel
- 1960 : La mort n'est pas à vendre d'André Desreumeaux
- 1961 : L'Imprévu (L'imprevisto) d'Alberto Lattuada
- 1961 : Les Godelureaux, de Claude Chabrol
- 1961 : Douce violence de Max Pécas
- 1961 : Le Cave se rebiffe, de Gilles Grangier
- 1961 : De quoi tu te mêles, Daniela ! de Max Pécas
- 1962 : Le Gentleman d'Epsom, de Gilles Grangier
- 1962 : Gigot, le clochard de Belleville (Gigot) de Gene Kelly
- 1962 : Les Femmes d'abord de Raoul André
- 1962 : L'inspecteur Leclerc enquête de Marcel Bluwal, épisode : Le prix du silence (série télévisée)
- 1963 : Le Voyage à Biarritz, de Gilles Grangier
- 1963 : Le Bluffeur de Sergio Gobbi
- 1963 : Des frissons partout de Raoul André
- 1963 : Françoise ou la Vie conjugale, d'André Cayatte
- 1963 : Carambolages, de Marcel Bluwal
- 1963 : La porteuse de pain, de Maurice Cloche
- 1964 : Le Petit Monstre de Jean-Paul Sassy
- 1964 : Coplan prend des risques de Maurice Labro
- 1964 : Requiem pour un caïd de Maurice Cloche
- 1964 : Merveilleuse Angélique de Bernard Borderie - Il est la voix française de Pietro Tordi
- 1964 : L'Été en hiver, téléfilm de François Chalais
- 1965 : Frédéric le Gardian, feuilleton de Jacques R. Villa
- 1967 : Deux Romains en Gaule, de Pierre Tchernia (téléfilm)
- 1968 : L'Homme à la Buick, de Gilles Grangier